# Žemberovce
Žemberovce (in ungherese Zsember) è un comune della Slovacchia facente parte del distretto di Levice, nella regione di Nitra.